# IC 4555
IC 4555 је спирална галаксија у сазвјежђу Рајска птица која се налази на листи објеката дубоког неба у Индекс каталогу.
Деклинација објекта је - 78° 10' 46" а ректасцензија 15h 48m 14,8s. Привидна величина (магнитуда) објекта IC 4555 износи 12,8 а фотографска магнитуда 13,5. Налази се на удаљености од 29,137 милиона парсека од Сунца. IC 4555 је још познат и под ознакама ESO 22-12, AM 1541-780, IRAS 15411-7801, PGC 56077.